# Oasis magna

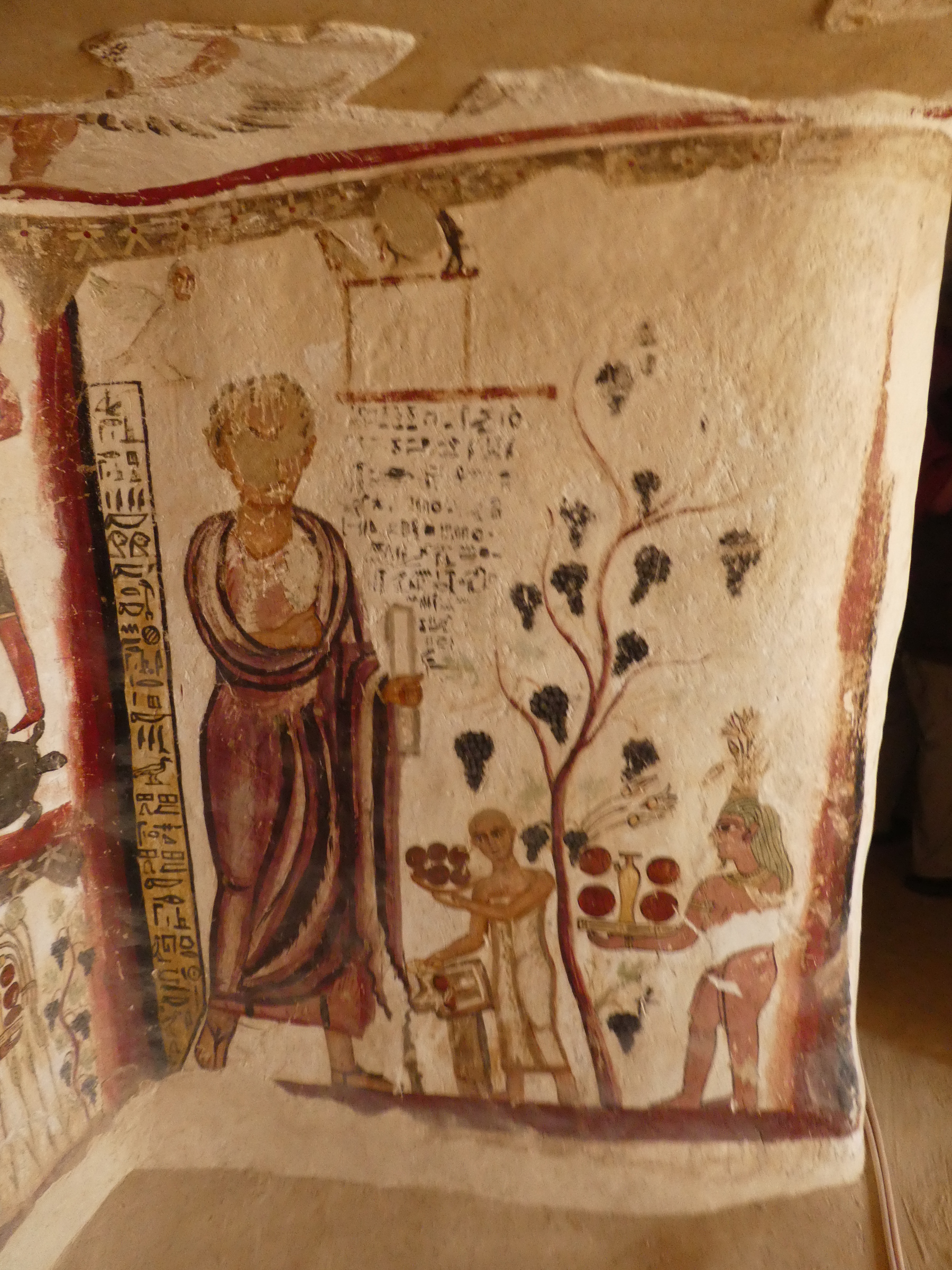
Der Verstorbene in römischer Toga; Detail der Wandmalerei im Grab des Petosiris, Qārat el-Muzawwaqa, 1. Jahrhundert n. Chr.

Oasis magna („Große Oase“) war im Römischen Reich die Bezeichnung für das Gebiet um die Oasen in den Senken von Charga und Dachla in der Libyschen Wüste. Das Leben in diesem Gebiet ist insbesondere durch die Ausgrabungen in Amhaida (Trimithis) am Westrand der Senke Dachla und in Deir el-Munīra am Nordostrand der Charga-Senke genauer bekannt. Die Hauptstadt der Großen Oase war die im Norden der Charga-Senke an der Kreuzung von Karawanenwegen gelegene Stadt Hibis. Das antike Stadtgebiet ist größtenteils von Palmenhainen bedeckt und daher archäologischen Forschungen schlecht zugänglich.
Die Befunde aus der Großen Oase verbinden sich zu einem vielfältigen Bild des spätantiken Ägypten, da die Bevölkerung in nachrömischer Zeit bis ins 20. Jahrhundert geringer war, Ortschaften aufgegeben und nicht mehr überbaut wurden. Durch die Oasenwirtschaft und die Grenzlage hat die Oasis magna gegenüber dem Niltal aber auch ein eigenes Kolorit.

## Name
Bereits in altägyptischer Zeit waren die benachbarten Senken von Dachla und Charga eine Verwaltungseinheit, die den Namen Kenemet („südliche Oase“) trug. Sie bestand in griechisch-römischer und byzantinischer Zeit weiter, nun bezeichnet als „Große Oase“: griechisch ῎Οασις μεγάλη Óasis megálē, lateinisch Oasis magna oder Oasis maior.

## Geschichte
Seit dem Alten Reich waren die Pharaonen vorrangig an der Dachla-Senke interessiert. Je mehr die Oasen aber in die Verwaltung des Reichs integriert wurden, desto mehr wurde der Norden der Charga-Senke aufgewertet, durch den die wichtigsten Verbindungswege von Dachla ins Niltal verliefen. Der pharaonische Gouverneurspalast der Dachla-Senke befand sich in ʿAin Asil (Balat); zu unbekannter Zeit erlangte aber der ebenfalls in der Dachla-Senke gelegene Ort Mūṭ (Mothis) größere Bedeutung. Unterdessen wuchs Hibis zum wichtigsten Ort der Charga-Senke heran und wurde schließlich zum Zentralort der gesamten Großen Oase. Mitte des 2. Jahrhunderts n. Chr. war Amhaida (Trimithis) immer noch ein Dorf; dieser Ort gewann wohl erst im frühen 3. Jahrhundert den Status einer Polis, den Mothis schon seit Anfang der römischen Herrschaft hatte.
Seit Ulpian galt die „Verbannung in die Oase“ (relegatio in oasin) als spezifisch ägyptische Strafe, die von den Behörden in Alexandria und in der Thebais verhängt werden konnte; kirchliche und byzantinische Schriftsteller erwähnen „die Oase von Hibis“ bis ins 8. Jahrhundert fast ausschließlich als Verbannungsort. Beispielsweise wurde Nestorius, ehemals Bischof von Konstantinopel, nach seiner Absetzung durch das Konzil von Ephesos 435 in die Oase verbannt, wo er 451 oder 453 starb.
Zwar beschrieb der spätantike Historiker Olympiodoros von Theben „die Oase“ im 5. Jahrhundert noch als Ort paradiesischer Fruchtbarkeit: Dank der von den fleißigen Bewohnern angelegten Tiefbrunnen ernte man dort schneeweißen Weizen und große Mengen an Gerste und Hirse. Archäologische Befunde deuten aber darauf hin, dass die Bevölkerung in den Oasen der Charga-Senke seit dem 5. Jahrhundert immer geringer wurde; die Gründe dafür sind unbekannt. Mangelnde Sicherheit vor Nomadenüberfällen könnte die Bewohner zur Abwanderung veranlasst haben – die Stadt Hibis wurde 373 von Nomaden angegriffen und 450 geplündert. Möglicherweise geriet die komplexe Oasenverwaltung durch diese Überfälle ins Stocken.

## Bevölkerung

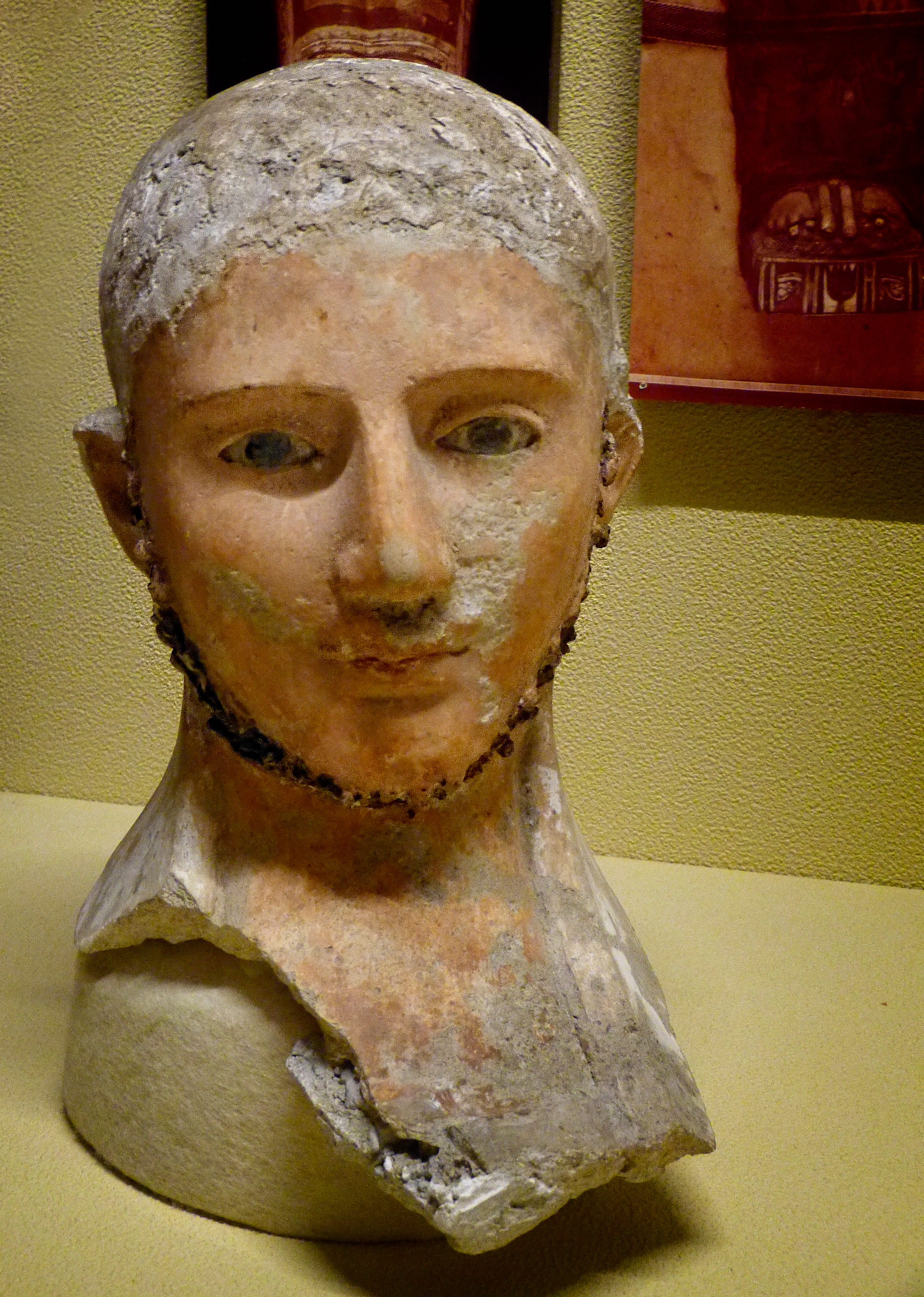
Porträtmaske eines Verstorbenen aus einer Nekropole der Charga-Senke (Gips, 2. Jahrhundert n. Chr., University of Pennsylvania Museum of Archaeology and Anthropology)

Anthropologische Untersuchungen von rund 1000 Mumien und Skeletten der Nekropolen von Qaṣr Dusch (Kysis), ʿAin el-Labacha und Deir el-Munīra zeigen, dass die Bevölkerung der Oasen von Charga im Altertum eine Größe von maximal 1,65 m (Männer) und 1,55 m (Frauen) erreichte. Es waren schlanke, meist dolichocephale Menschen mit lockigem Haar, die sich allgemein einem mediterranen Typus zurechnen lassen. Dass sie der antiken Manfalut-Bevölkerungsgruppe ähneln, überrascht im Blick auf die engen Beziehungen zwischen den westlichen Oasen und dem Niltal nicht.
Pathologische und radiologische Untersuchungen der Mumien und Skelette aus den Nekropolen der Charga-Senke erbrachten Aufschlüsse über den Gesundheitszustand der Oasenbevölkerung im Altertum. Während Frauen häufig bei der Geburt oder im Kindbett starben, erreichte die Sterblichkeit erwachsener Männer in der untersuchten Gruppe das Maximum zwischen 40 und 60 Jahren; es gab aber sowohl Männer als auch Frauen, die über 60 Jahre alt wurden. Auffällig ist die geringe Knochendichte. Harris-Linien deuten auf weit verbreitete Mangelernährung. Arthritis, teilweise begleitet von Skoliose, war sehr häufig. Auch Knochenbrüche, besonders der Unterarme, ließen sich oft feststellen. Weil die Bauern barfuß auf den bewässerten Feldern arbeiteten, war Schistosomiasis in Ägypten bis in jüngste Zeit weit verbreitet. Diese Krankheit wurde auch bei den untersuchten antiken Bestattungen nachgewiesen, ebenso Filariose. Tuberkulose war dagegen selten, und andere Infektionskrankheiten konnten bei den untersuchten Mumien und Skeletten nur in Einzelfällen nachgewiesen werden. Ebenfalls selten war der Nachweis einer Krebserkrankung, was mit dem geringen Lebensalter der Untersuchungsgruppe erklärt wird. Die Zähne der untersuchten Mumien und Skelette waren in schlechtem Zustand, weil Getreideprodukte einen großen Anteil ihrer Ernährung ausmachten und das Mehl mit Sand und Steinabrieb vermischt war.
In jeder der untersuchten Nekropolen waren einige der dort beigesetzten Männer beschnitten, was in römischer Zeit nur bei Mitgliedern der ägyptischen Priesterschaft gestattet war. Die Mumie eines etwa 50-jährigen Mannes aus ʿAin el-Labacha war darüber hinaus rasiert und kahlköpfig, wie es für Priester der altägyptischen Religion vorgeschrieben war.

## Verwaltung in römischer Zeit
An der Spitze des Gaus Oasis magna stand der vom Präfekten in Alexandria ernannte Strategos. Er beaufsichtigte die Buchführung der Verwaltung. Da es städtische Magistrate in der Provinz Aegyptus erst seit 200/201 gab, war der Gaustratege zunächst auch für die Schlichtung lokaler Konflikte zuständig. Damit bestanden Elemente der stark zentralisierten ptolemäischen Verwaltung fort.
Wie das gesamte Reich wurde auch die Provinz Aegyptus durch die Verwaltungsreform in der Regierungszeit Diokletians (regierte 284–305) umgestaltet. Die Oasis magna gehörte nun administrativ zur Thebais mit der Hauptstadt Antinoupolis. Sie wurde geteilt in den „Mothitischen Gau“ (= Dachla) mit dem Hauptort Mothis und den „Hibitischen Gau“ (= Charga) mit dem Hauptort Hibis. Der höchste Verwaltungsbeamte war nun der Logistes (curator civilis); der Strategos, umbenannt zum exactor civitatis, war ihm untergeordnet. Die Inhaber beider Ämter stammten aus der lokalen Oberschicht. Trotz der formalen Teilung in zwei Gaue bestand die zentrale Verwaltung der Oasis magna aber de facto weiter. Aus Papyri des 4. Jahrhunderts geht nämlich hervor, dass ein Logistes für die gesamte Große Oase zuständig war. Jede der drei Städte Hibis, Mothis und Trimithis hatte ihre eigenen Verwaltungsbeamten, vermutlich auch einen Magistrat, und wurde von einem praepositus pagi geleitet – Roger S. Bagnall und Giovanni Ruffini vermuten in diesem Amtsträger „eine Art Mini-Logistes vor Ort.“ Wie im ganzen Reich wurden die Mitglieder des Magistrats aus der lokalen Oberschicht benannt. Sie waren in ihrer Amtszeit verantwortlich für die Wahrung des öffentlichen Friedens, die Einziehung von Steuern, die Finanzierung öffentlicher Aufgaben und die Ausrichtung von Festen: ungeliebte Pflichten, denen man sich aber nicht entziehen durfte. Auf der Ebene der Dörfer gab es das relativ attraktive Amt des Bürgermeisters und verschiedene Steuereinzieher. „Dieses System städtischer und ländlicher Beamter, die aus den lokalen Eliten rekrutiert wurden, zielte darauf, eine Verwaltung zu gewährleisten, die relativ wenige Interventionen seitens der römischen Regierung erforderte.“

## Wasserversorgung und Landwirtschaft

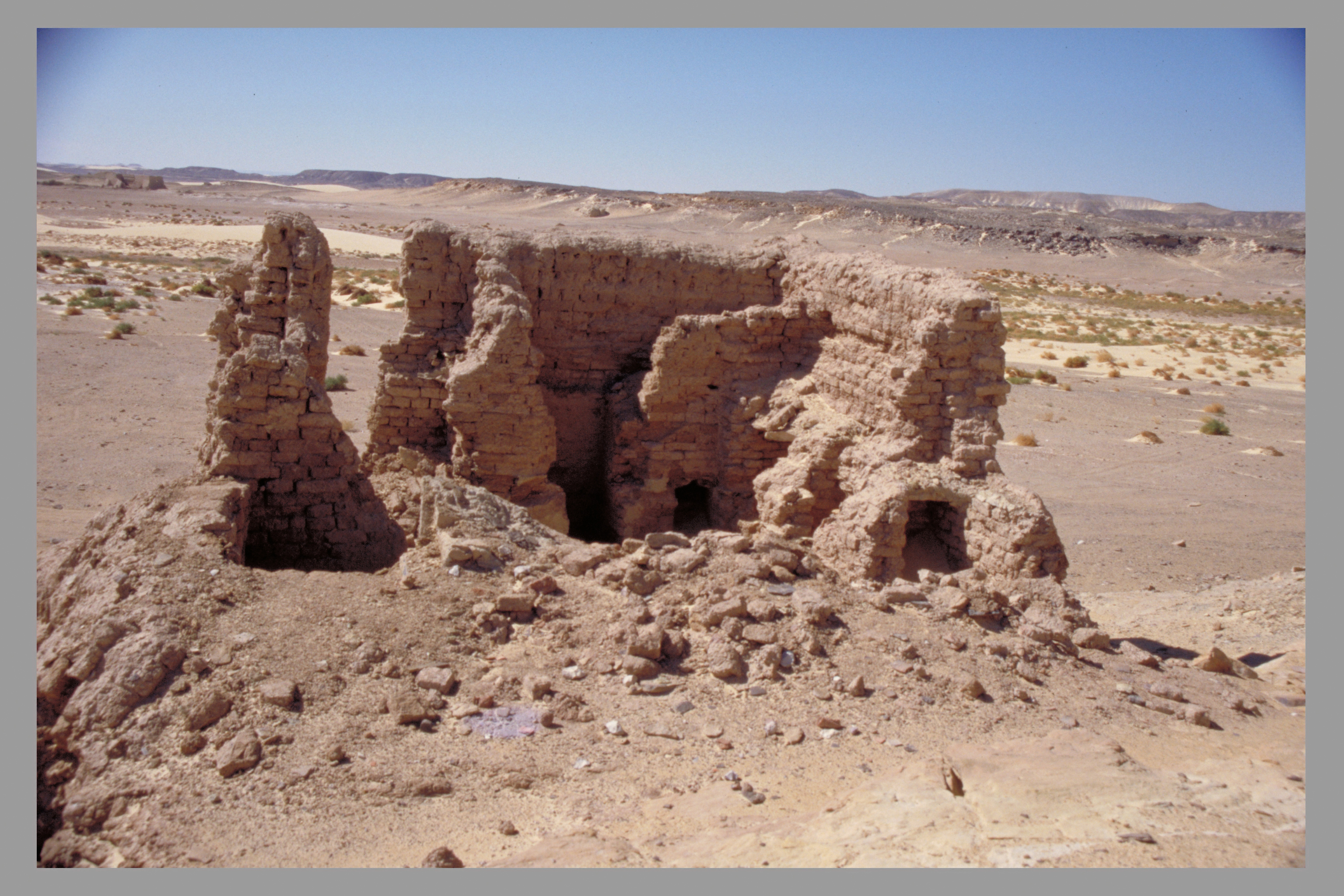
Teil des Qanat-Systems von ʿAin Umm el-Dabadib

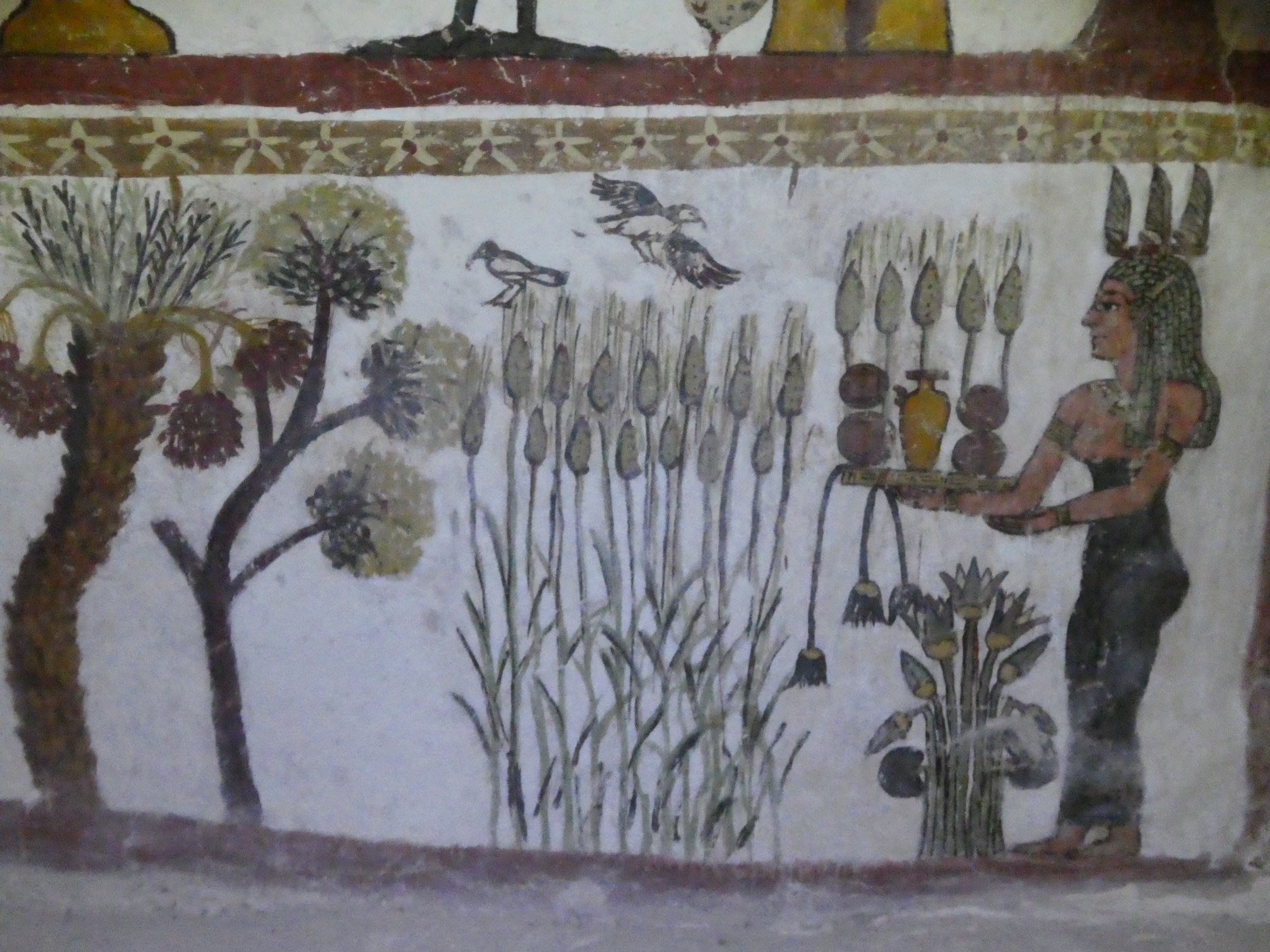
Produkte der Oase, Detail der Wandmalerei im Grab des Petosiris, Qārat el-Muzawwaqa, 1. Jahrhundert n. Chr.

Grundlage der Landwirtschaft in den benachbarten Senken von Charga und Dachla waren artesische Quellen, in denen Grundwasser aus einem großen fossilen Reservoir (Nubischer-Sandstein-Aquifer) an die Oberfläche trat. In Deir el-Munīra lässt sich beispielsweise nachweisen, dass die verfügbare Wassermenge seit der Dritten Zwischenzeit und vermehrt dann in der Ptolemäerzeit durch Abtragen der Quellhügel und Graben zusätzlicher Brunnen aufrechterhalten und vergrößert wurde. Die Einführung des durch Zugtiere angetriebenen Schöpfwerks (Sakia) ermöglichte es nun, Felder in größerer Entfernung zum Brunnen zu bewässern. Die Anbaufläche vergrößerte sich; dies war die Voraussetzung für das Bevölkerungswachstum in frührömischer Zeit. Reste des damaligen Qanat-Systems blieben in der Charga-Senke erhalten (ʿAin Manawir, ʿAin Umm el-Dabadib, ʿAin el-Labacha).
Die Landwirtschaft in der Großen Oase war aber stets durch mehrere Faktoren gefährdet. In Deir el-Munīra kamen zu Austrocknung, Versandung und Erosion noch zwei Starkregenereignisse im 2. und 3. Jahrhundert hinzu, die einen Großteil des fruchtbaren Bodens wegschwemmten und unter Steinblöcken begruben. Beim anschließenden Wiederaufbau der Oase wurden zwar neue Brunnen gegraben und Kanäle gezogen, doch die landwirtschaftlich genutzte Fläche war nun stark reduziert. Schließlich diente das in Deir el-Munīra verfügbare Wasser nur noch zur Versorgung der Handelskarawanen, die hier unter dem Schutz des 288 erbauten Kastells Rast machten. Das Beispiel Amhaida zeigt, dass es den Einwohnern zwar durch steten Arbeitseinsatz gelang, ihre landwirtschaftlich genutzte Fläche gegen die Kräfte von Wind und Sand zu erhalten, doch langfristig um den Preis einer Absenkung des Grundwasserspiegels. Als die verfügbare Wassermenge sank, war es schließlich nicht mehr möglich, sich gegen die nord-südliche Dünenwanderung zu behaupten. Die Bevölkerung gab die Stadt Trimithis daher im späten 4. Jahrhundert auf und zog nach el-Qasr.
Da es in der Großen Oase, anders als im Niltal, keine regelmäßigen Überschwemmungen gab, entwickelte sich hier ein eigenständiges System der landwirtschaftlichen Organisation und Wasserzuteilung:
- Ein Holztafel-Codex aus Hibis, datiert 246–249, listet artesische Quellen im Umland der Stadt und die Brunnen, die jeweils zu einer dieser Quellen in Beziehung standen. Alle Brunnen tragen ägyptische Namen.
- Ostraka dokumentieren, dass Pächter Nutzungsrechte an einzelnen Brunnen erhielten.
- In einem weiteren Holztafel-Codex, dem Kellis Agricultural Account Book (KAB), verzeichnete ein Gutsverwalter für die Jahre 361–364, welche Abgaben die Pächter für die Nutzung von sieben Quellen abzuliefern hatten: Weizen, Gerste, Heu, Stroh, Baumwolle, Rüben, Hühner, Datteln, getrocknete Feigen, Oliven, Olivenöl und Most.

Ein Hauptempfänger der von den Verwaltern magazinierten landwirtschaftlichen Produkte war wahrscheinlich das römische Militär.

## Bergbau
Der Abbau von Alaunen in der Großen Oase ist inschriftlich zwar nur schwach bezeugt (durch eine Steuerquittung aus Kellis), archäologisch aber gut fassbar: Beispielsweise befand sich westlich von ʿAin Umm el-Dabadib ein großes Schürfgebiet, in dem Alaune durch Aussieben gewonnen wurden. Die dadurch im Abstand von 10–20 Metern entstandenen Löcher im Wüstenboden füllten sich mit Sand; auf dem Satellitenbild ist das Gelände wie punktiert mit diesen Gruben. Behelfsmäßige Unterkünfte der Arbeiter und Wüstenpfade nach ʿAin Umm el-Dabadib komplettieren das Bild. Das Alaungeschäft war ein staatliches Monopol und hoch profitabel.

## Verkehrswege

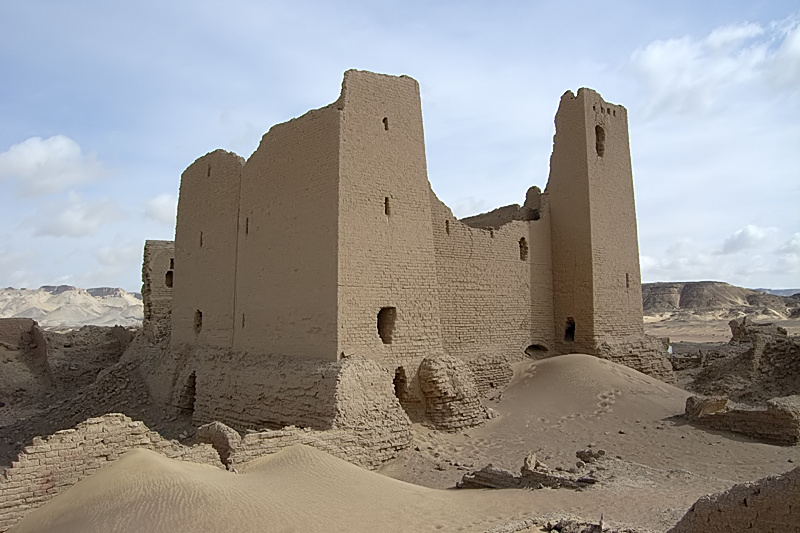
Römische Festung in der Oase ʿAin Umm el-Dabadib, an der Nordroute Darb ʿAin Amūr

Die Dachla- und die Charga-Senke waren und sind durch zwei Wege verbunden, die wegen der Wanderdünen maändern und sich im Lauf der Geschichte immer wieder verlagert haben: im Norden Darb ʿAin Amūr, im Süden Darb al-Ghubari. Seit römischer Zeit existierten Kontrollpunkte, die den Verlauf der Wege stärker fixierten; da es dort auch Zugang zu Wasser gab, hielten sich die Reisenden gezwungenermaßen an die ihnen vorgeschriebenen Routen.
Die Südroute Darb al-Ghubari (rund 143 km) beginnt in Tineida am Westende der Dachla-Senke und verläuft am Fuß des Berges Abu Tartur über ebenes Gelände nach Hibis. Auf dieser Route gibt es (abgesehen von modernen Bewässerungsprojekten) keine Wasserstellen; auch wenn die Bedingungen zu römischer Zeit möglicherweise etwas günstiger waren, machte der Wassermangel die Südroute schwerer passierbar, da die Reisenden Wasser mitführen mussten und entsprechend weniger Waren transportieren konnten.
Die Nordroute Darb ʿAin Amūr (rund 128 km) beginnt ebenfalls in Tineida und führt nach dem Aufstieg auf das Plateau des Berges Abu Tartur in die Charga-Senke hinunter. Je nachdem, welcher Ort im Niltal das Ziel der Reise sein sollte, entschied sich beim Abstieg in die Charga-Senke, in welcher der dortigen Oasen die Reisenden Station machten.
Die Oasen in der Dachla-Senke produzierten in römischer Zeit Getreide, Baumwolle, Datteln, Olivenöl und Wein für den Export; Handelskarawanen brachten diese weniger wertvollen und nicht lange haltbaren Produkte in großen Mengen auf der Nord- oder Südroute in die Charga-Senke und weiter ins Niltal. Dieser Warenverkehr ist sowohl archäologisch (durch Funde von Amphoren usw.) als auch in den Quellen für die römische Periode gut belegt. Schlecht fassbar ist dagegen die Nutzung des in Nord-Süd-Richtung von Asyut im Niltal durch die Charga-Senke nach Darfur verlaufenden Karawanenwegs Darb al-Arbaʿīn im Altertum, auf dem hochwertige, haltbare Güter in geringen Mengen durch die Sahara transportiert wurden.

## Städtisches Leben

### Trimithis als Beispiel einer Oasenstadt
Die Ausgrabungen von Amhaida haben hauptsächlich die Polis des 4. Jahrhunderts ans Licht gebracht: Das spätantike Trimithis war eine offene Stadt mit labyrinthischem Stadtplan. Der Temenos des Thot-Tempels wirkt von der Wohnbebauung isoliert; unsicher ist, ob der dortige Kult im 4. Jahrhundert noch ausgeübt wurde – der Tempelhügel war dem Steinraub, der Winderosion und dem Abbau von Sebach besonders stark ausgesetzt, was eine Beantwortung dieser Frage erschwert. Das einzige andere öffentliche Gebäude, das sicher identifiziert wurde, ist eine zentral gelegene Thermenanlage, die aber mindestens vierzig Jahre ungenutzt blieb und um 350–360 in stark verkleinerter Form wieder hergerichtet wurde.
Die Wohngebäude hatten üblicherweise Deckengewölbe; einige Räume zeichnen sich durch Wandmalereien aus. Nachbarwohnungen wurden öfter durch Wanddurchbrüche in ein Gebäude einbezogen, ja sogar eine Durchgangsstraße konnte durch nachträglichen Einzug von Mauern und Türen für den Verkehr gesperrt und damit zum privaten Raum werden. Deshalb ist der Grundriss der einzelnen Wohneinheiten diffus; er folgt aber keinem mediterranen Muster. Mehrfach finden sich in den Wohnungen von Trimithis Räume auf längsrechteckiger Grundfläche, deren Decke von zwei Säulen getragen wurde; sie werden versuchsweise als Banketträume bezeichnet. Die Häufigkeit dieses Raumtyps zeigt die Bedeutung, die die Ausrichtung von Gastmählern für die Oberschicht der spätantiken Stadt Trimithis hatte.

### Literarische Texte

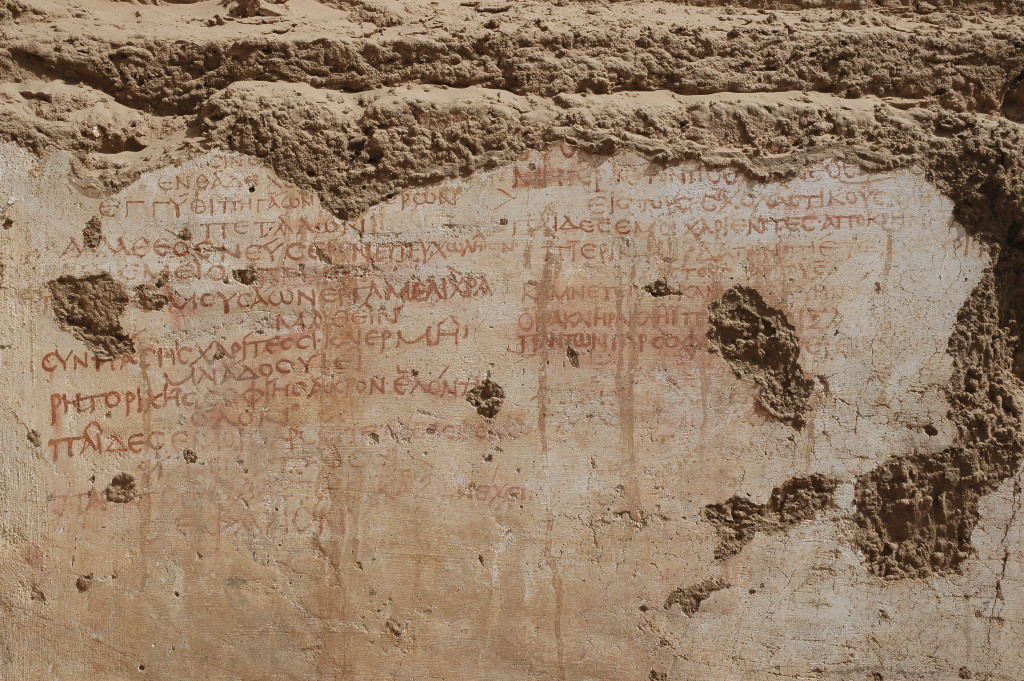
Dipinti aus dem Rhetorikunterricht, Trimithis

Die Ambitionen der Oasen-Oberschicht zeigen sich in den Namen ihrer Kinder, die gern der klassischen griechischen Literatur entnommen wurden. In Kellis wurde ein Holztafel-Codex mit Reden des Isokrates gefunden, außerdem mehrere Papyri mit Texten Homers. Ein weiterer Fund aus Kellis sind zwei kleine Holztafel-Codices, modernen Taschenbüchern vergleichbar, die eine Homer-Parodie und Rechenübungen enthielten. In Trimithis erteilte ein Rhetor Unterricht, indem er die Wände seines Schulraums mit Epigrammen beschrieb.
Trotz der relativ isolierten Lage der Großen Oase bestand Anschluss an die zeitgenössische Bildung. Der Dichter Soterichos stammte der Suda zufolge aus der Großen Oase.

## Religion

### Altägyptische Götter und Tempel

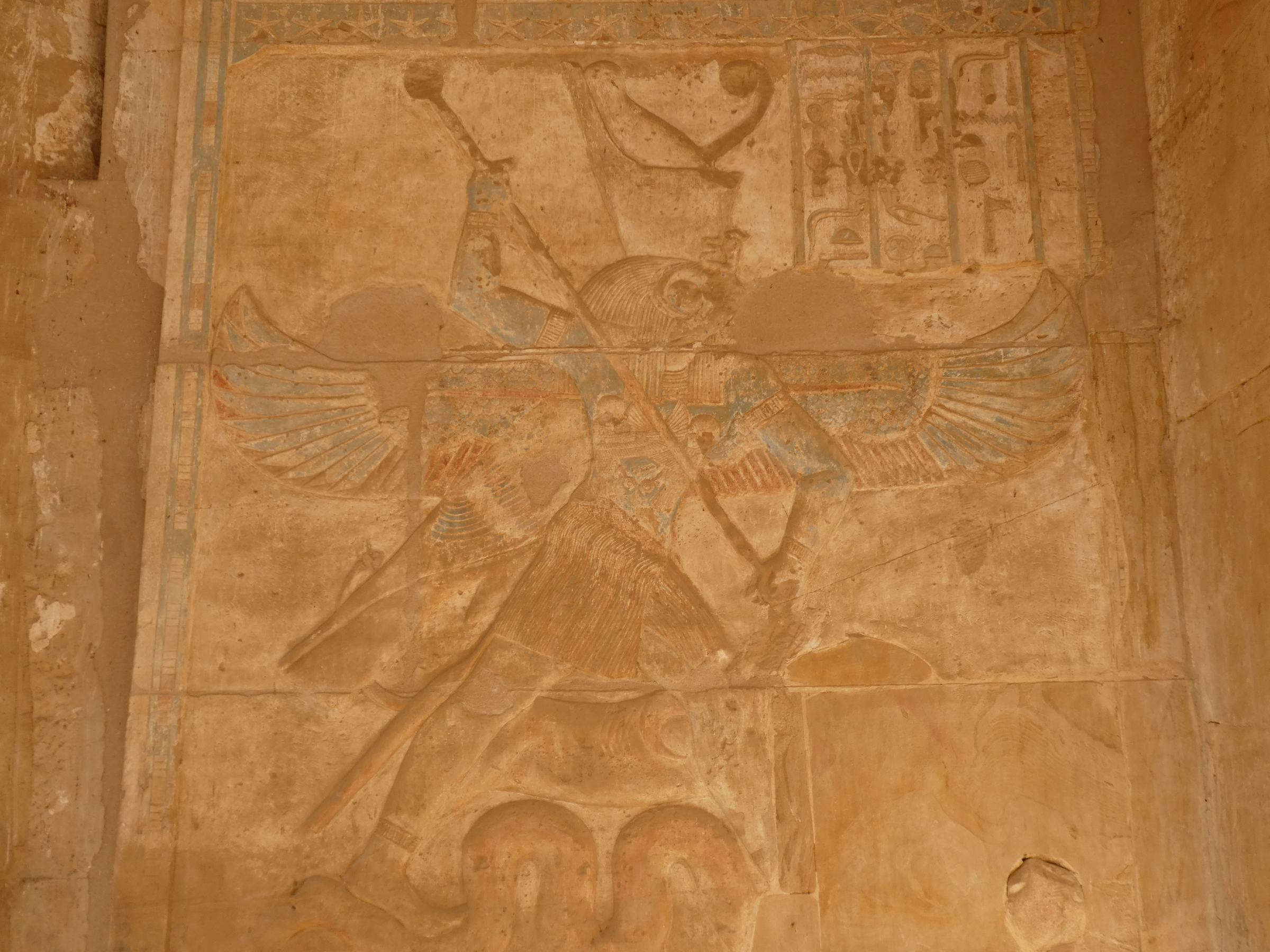
Seth tötet eine Schlange, Relief im Amun-Tempel von Hibis, 6./5. Jahrhundert v. Chr.

Die Götter der altägyptischen Religion, die in römischer Zeit in der Großen Oase verehrt wurden, hatten ihre Kultzentren im Niltal, vor allem in Theben, Heliopolis und Hermopolis. Schutzgottheiten waren besonders beliebt; auch Seth, der im Neuen Reich als Symbol des Bösen galt, wurde in der Libyschen Wüste mit seinem Haupttitel „groß an Stärke“ als Schutzgott verehrt.
Eine architektonische Besonderheit römerzeitlicher Tempel sind die eingewölbten Decken, die im Niltal ein Kennzeichen der Grabarchitektur waren, in den Oasen aber möglicherweise aus der Architektur von Wohngebäuden übernommen wurden. Das große Mammisi des Tutu-Tempels von Ismant el-Charāb (Kellis), erbaut im frühen 2. Jahrhundert n. Chr., weist eine weitere Besonderheit auf: die Ausmalung des Innenraums kombiniert die traditionelle Darstellung der altägyptischen Götterwelt mit einer Wanddekoration, wie sie in römischen Privathäusern üblich war. Bei der Schreibung der Kaisernamen in Hieroglyphen in römerzeitlichen Tempeln nahmen sich die Priester in den Oasen die Freiheit, den Eigennamen in der ersten Kartusche und den Titel Caesar in der zweiten Kartusche zu schreiben, was wohl kein subversiver Akt war, sondern ein Archaismus, der die Kaisernamen optisch der Hieroglyphen-Schreibung der Ptolemäerkönige angleichen sollte.

### Kultlandschaft von Trimithis

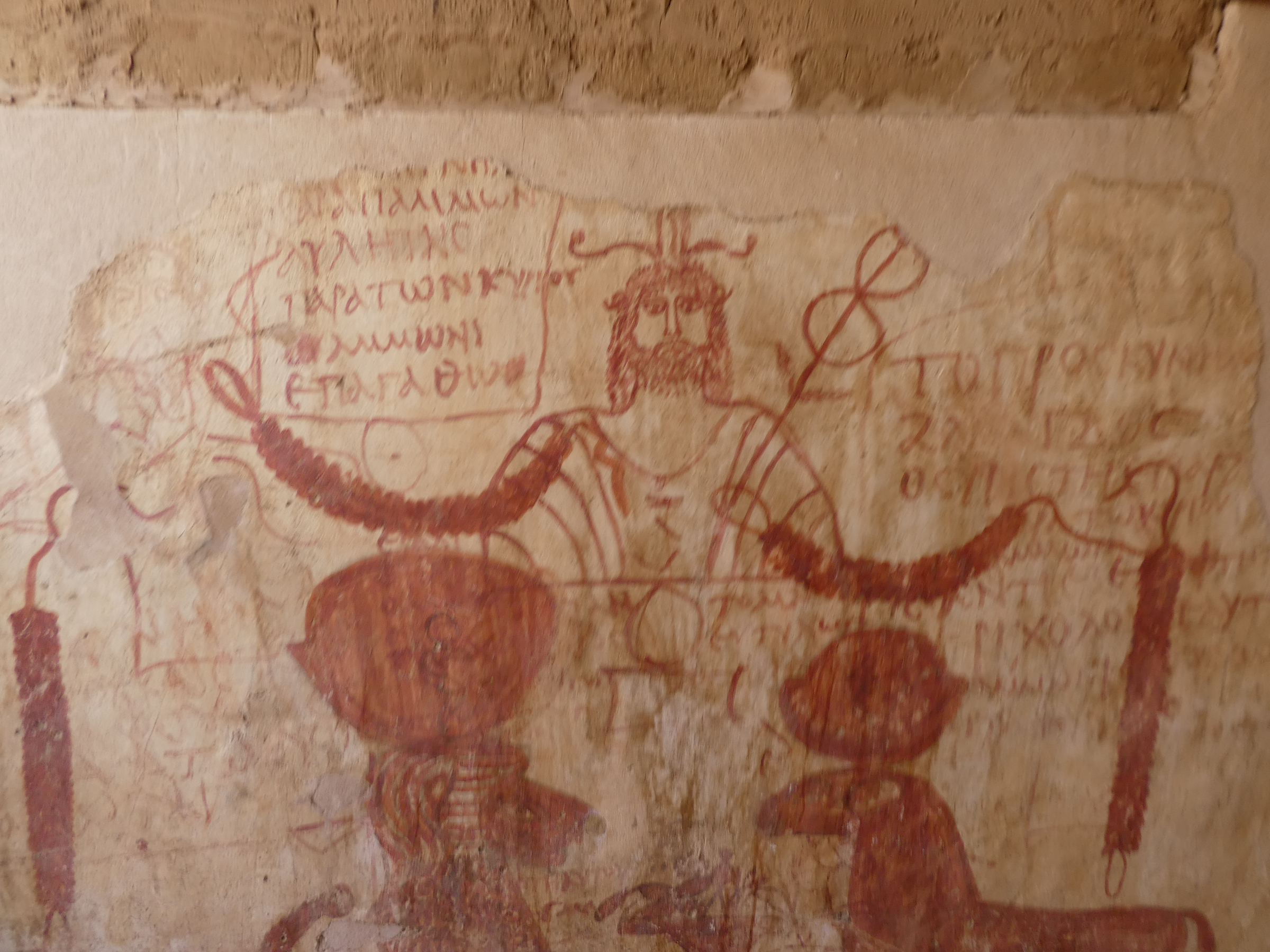
Dipinti von der Tempelmauer in Deir el-Hagar: Sarapammon-Hermes, darunter ein heiliger Widder und ein heiliger Pavian, einander gegenübergestellt; die Blumengirlanden geben der Szene einen festlichen Charakter

Im Westen der Dachla-Senke kam es in der Regierungszeit der Kaiser Domitian und Titus zu Neubauten von Tempeln der altägyptischen Religion: In der Stadt Trimithis wurde der Thot-Tempel komplett neu errichtet; acht Kilometer entfernt wurde im Dorf Deir el-Hagar ein Tempel für Amun-Re erbaut. Er war vorrangig nicht für die Dorfbevölkerung gedacht, sondern für Besucher eines großen lokalen Festes am Anfang des Monats Tybi. An den Reliefs beider Tempel waren die gleichen Künstler tätig. Die beiden Tempel waren aufeinander bezogen; die Götter besuchten einander in feierlichen Prozessionen unter großer Teilnahme der Bevölkerung. Der Vorhof des Tempels von Deir el-Hagar konnte eine große Menschenmenge aufnehmen, und viele Besucher haben auf den Umfassungsmauern als private religiöse Akte (proskynemata) ihre Graffiti in griechischer Sprache hinterlassen. Soweit datierbar, stammen diese aus dem 2. Jahrhundert. Außerdem gibt es – ein einmaliger Fall im römischen Ägypten – eine Reihe von bildlichen Darstellungen der Gottheiten, auf die die proskynemata bezogen sind: darunter Sarapammon-Hermes, Sarapammon-Asklepios, verschiedene heilige Tiere (Pavian, Widder, Ibis) und der Dioskure Kastor als Reitersoldat. Sarapammon und Kastor wurden besonders im römischen Militär verehrt. Einige dieser Dipinti sind im Gegensatz zu den flüchtig angebrachten Inschriften sorgfältig ausgeführt. Sie könnten von der Tempelpriesterschaft „offiziell“ angebracht worden sein, um der volkstümlichen Frömmigkeit Angebote zu machen.

### Anfänge des Christentums
Ein um das Jahr 300 datierter Brief des Presbyters Psenosiris an seinen Kollegen Apollon bezeugt die Existenz einer christlichen Gemeinde in Kysis in der Charga-Senke bereits vor der Konstantinischen Wende. Im 4. Jahrhundert war das Christentum, wie in Ägypten generell, auch in der Großen Oase weit verbreitet, wie Kirchenbauten auch in kleinen Dörfern wie ʿAin el-Gedida und ʿAin es-Sabil dokumentieren (siehe auch Christianisierung des Römischen Reiches).

### Manichäer und Katholiken in Kellis
Die Ausgrabungen in Ismant el-Charāb (Kellis) in der Dachla-Senke brachten zahlreiche Papyri ans Licht, die die Präsenz von Christen in der spätantiken Siedlung bezeugen. Sie war mit maximal 1500 Einwohnern klein, aber relativ wohlhabend. Kellis wurde um das Jahr 400 aufgegeben. Der Tutu-Tempel bestand bis zum Schluss, doch ein Tempelbetrieb lässt sich in den Papyri nur bis 335 belegen, als der Tutu-Priester Stonios einen Vertrag als Zeuge unterschrieb.
Unter den Christen in Kellis waren Anhänger des Manichäismus stark vertreten. Diese religiöse Bewegung erreichte die Oase früh, begünstigt durch die für sie charakteristische Mobilität: Die Reisetätigkeit der manichäischen electi verband sich oft mit einer Berufstätigkeit im Handel. Aus den manichäischen Papyri von Kellis tritt dem Leser eine Gemeinschaft von auditores entgegen, die sich durch Lektüre (und Abschreiben) autoritativer Texte, regelmäßige Gebete und idealerweise tägliche Zusammenkünfte klar als Teil der gesamten manichäischen Bewegung verstand und mit den reisenden electi, die den Zusammenkünften vorstanden, interagierte.
In einem auf 337 datierten Papyrus unterschrieb Harpokrates, „Presbyter der katholischen Kirche“, als Zeuge. Ein weiterer Beleg für ein nicht-manichäisches Christentum in Kellis ist ein Amulett mit dem Text von Psalm 9,22–26LXX.

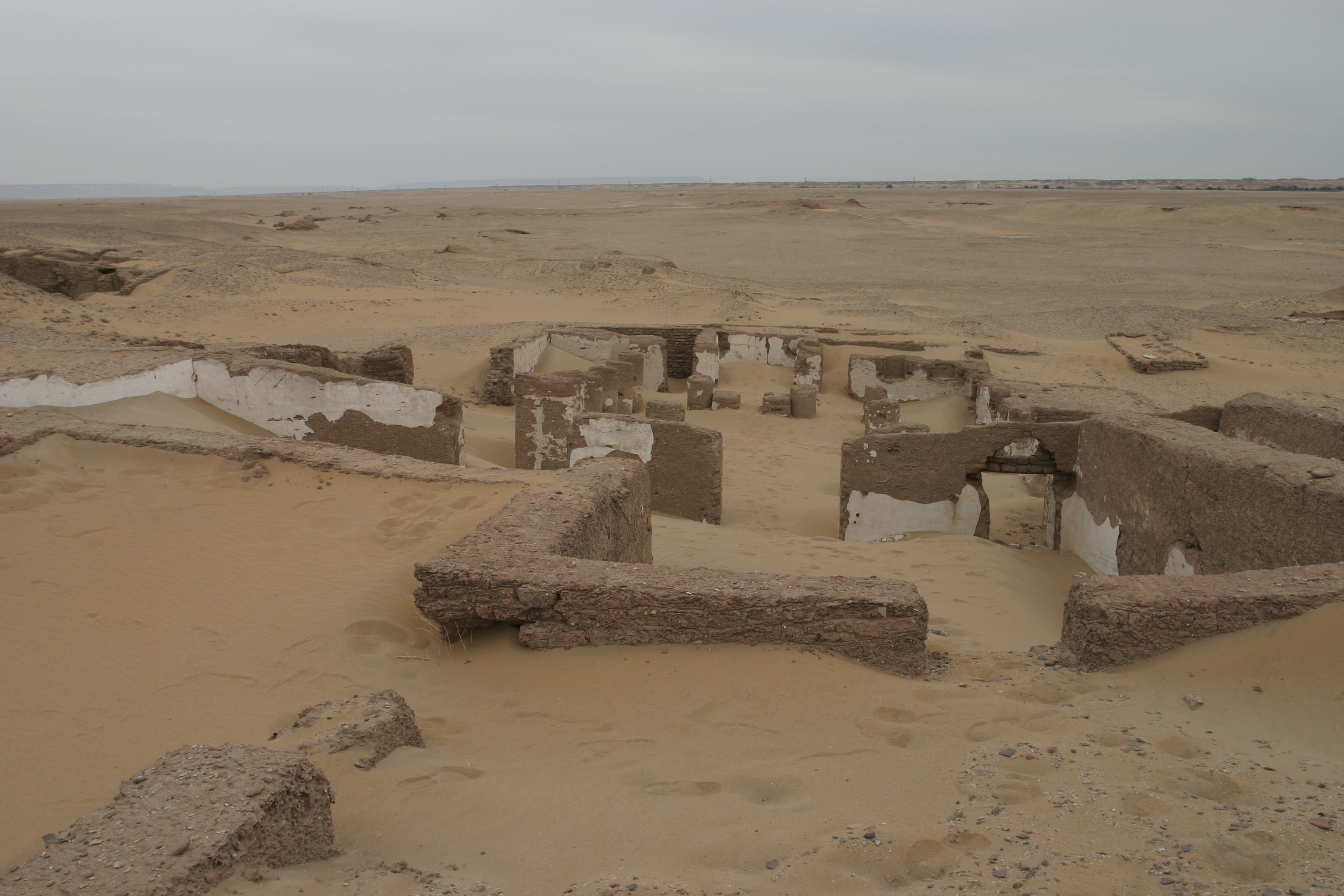
Südostkirche von Kellis, Blick Richtung Apsis

Im 4. Jahrhundert gab es in Kellis drei Kirchen; die Südostkirche ist nach Peter Grossmann der interessanteste Kirchenbau der Großen Oase. Sie wurde über einen Hof an der Westseite betreten. Der Naos ist durch Säulen dreischiffig gegliedert. Das Mittelschiff ist an allen vier Seiten von einem Umgang (ambulatorium) umgeben. Wie in Oberägypten üblich, ist die gegenüber dem Naos um drei Stufen erhöhte Apsis (auf hufeisenförmigem Grundriss) von zwei Nebenräumen (Pastophorien) gerahmt. Vor dem Altarraum fallen zwei gemauerte und verputzte Blöcke auf, deren Oberflächen Ölkrusten von hier aufgestellten Lampen aufweisen. Möglicherweise legten die Laien auf diesen Blöcken ihre Gaben ab, die sie für die Eucharistiefeier darbrachten.
Aus den antiken Quellen ist bekannt, dass Manichäer Kirchengebäude besaßen; es gibt aber keine archäologischen Befunde, mit denen sich eines der drei Kirchengebäude in Kellis der manichäischen Ortsgemeinde zuordnen ließe. Aufgrund der staatlichen Förderung des Katholizismus nach der Konstantinischen Wende ist die große Südostkirche wahrscheinlich den Katholiken zuzuordnen. Manichäer könnten sich in Kellis in privaten Räumen getroffen haben, wie es im antiken Vereinswesen üblich war. Da die Manichäer in Kellis ausweislich der Papyri Ostern feierten, besteht auch die Möglichkeit, dass sie bei bestimmten Anlässen die Kirchen besuchten und so am Gemeinschaftsleben des mehrheitlich christlichen Ortes teilnahmen. Über Konflikte zwischen Katholiken und Manichäern enthalten die Kellis-Papyri keine Informationen.

### Veränderungen der Bestattungspraxis
Aus der Großen Oase sind zahlreiche Nekropolen bekannt und in unterschiedlichem Maße dokumentiert. Es handelt sich meist um Familiengräber. Bis ins 4. Jahrhundert dominieren Bestattungen der altägyptischen Religion. In der Dachla-Senke gab es mehrere römerzeitliche Gräber, die in traditioneller altägyptischer Weise mit Wandmalereien verziert wurden (Qārat el-Muzawwaqa, Biʾr esch-Schaghāla, Baschandī); die einzigen Wandmalereien in Gräbern der Charga-Senke, die bislang bekannt sind, finden sich in christlichen Grabkapellen der Nekropole el-Bagawat.
Mumifizierung war in den Nekropolen von Charga allgemein üblich, bei Angehörigen der Oberschicht durch Entnahme innerer Organe und separates Einwickeln aller Körperteile unter Verwendung zahlreicher Substanzen, als weniger teure Variante durch Platzierung natrongefüllter Beutel im Körperinneren, was die Austrocknung des Leichnams wirksam unterstützte. Die einfachste Mumifizierung erfolgte ohne solche Hilfsmittel durch Austrocknung des Körpers fast zum Skelett. In einigen Fällen lagen die Mumien auf hölzernen Betten, in anderen auf gemauerten Bänken in der Grabkammer. Totenmasken aus Kartonage, in einigen Fällen vergoldet, zeichneten Verstorbene der Oberschicht aus. Zu den schützenden Grabbeigaben gehören Osiris-Kästen, Figuren des Anubis, des Horusfalken und des Ba-Vogels; eine Besonderheit sind aus Lehm geformte Ba-Vögel in Deir el-Munīra, ʿAin el-Labakha und Qaṣr eḍ-Ḍabāschīya, die wohl aus einer lokalen Werkstatt stammten. Vorratsgefäße, Essgeschirr und Lebensmittel wurden den Toten ins Grab mitgegeben; eine unerklärte Besonderheit der Nekropolen von Qaṣr Dusch, Deir el-Munīra und Qaṣr eḍ-Ḍabāschīya ist die Deponierung von Haarlocken im Grab, möglicherweise ein Trauerritus.

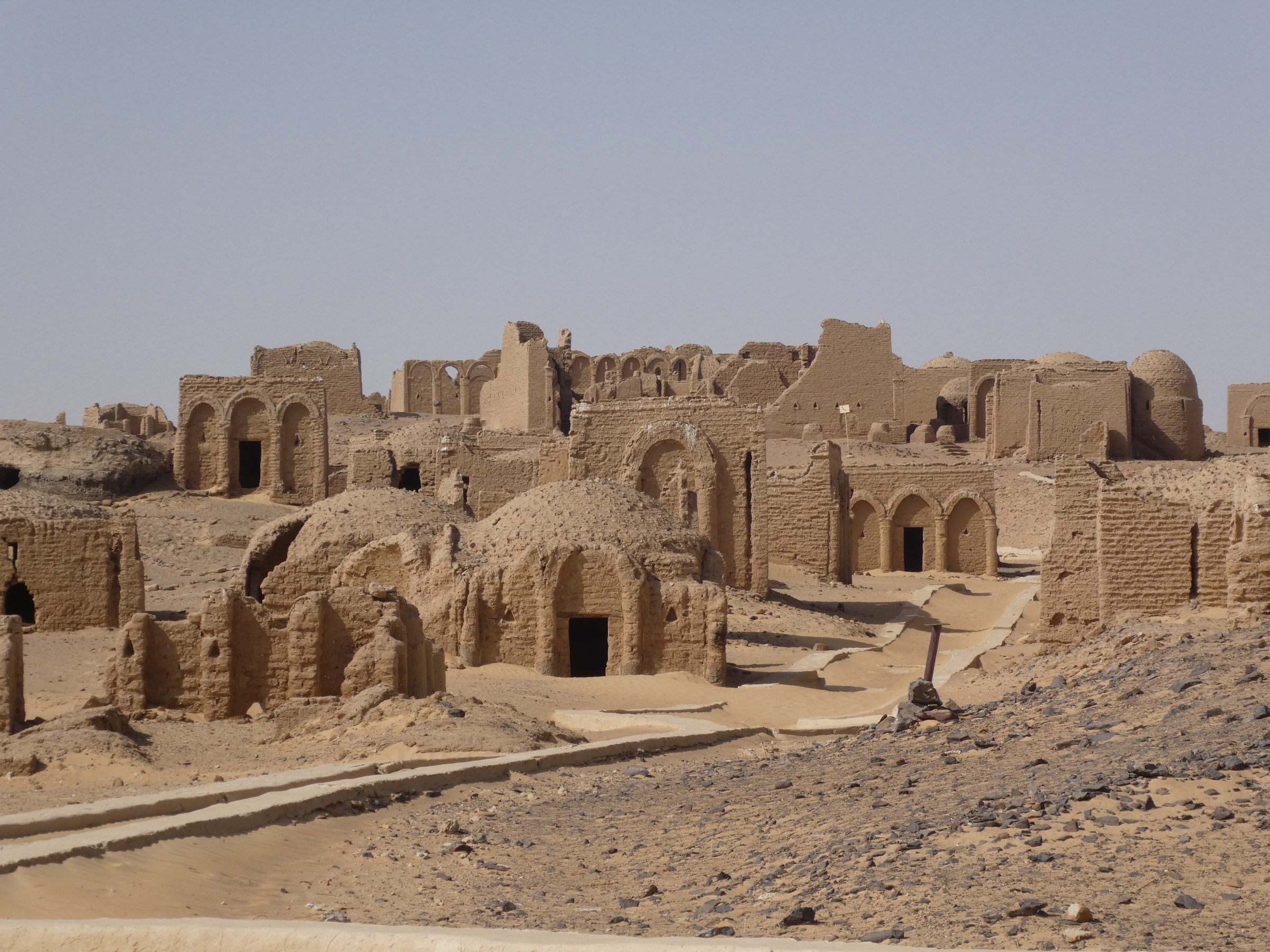
Christliche Nekropole el-Bagawat in der Charga-Senke

Im ausgehenden 3. Jahrhundert zeigt sich die allmähliche Christianisierung der Oasenbevölkerung in Veränderungen der Bestattungspraxis. Die Gräber sind nun ost-westlich ausgerichtet, so dass die Verstorbenen Richtung Osten blicken sollten. An die Stelle von Familiengräbern traten individuelle Bestattungen, die auch Säuglingen und ungeborenen Kindern zuteilwurden. Nicht mehr in der Haltung des Osiris, mit über der Brust gekreuzten Armen, sondern mit neben dem Körper ausgestreckten Armen wurden die Toten im Grab niedergelegt. Zwar wurden weiterhin Natronbeutel und mumifizierende Substanzen beigegeben, aber die inneren Organe nicht mehr entnommen. Das heiß-trockene Klima verhinderte meist eine fortschreitende Verwesung, die Leichen trockneten aus. Die Grabbeigaben reduzierten sich auf wenige Schmuckstücke, besonders bei jungen Menschen; wie die hochwertigen Textilien zeigen, ist der Mangel an Beigaben nicht unbedingt ein Zeichen von Armut. Einigen Verstorbenen wurden Kreuze aus geflochtenen Palmblättern beigegeben. Zwei männliche Mumien machen mit der rechten Hand das Zeichen des Segens und werden daher als christliche Priester identifiziert.

## Die Große Oase als Grenzland des Imperiums
Obwohl die Große Oase Güter wie Getreide und Baumwolle produzierte, die für das Römische Reich wirtschaftlich interessant waren, galt sie doch in erster Linie als Pufferzone, die das Niltal vor den Angriffen verschiedener Nomadenstämme schützen sollte. Der Notitia dignitatum zufolge war in Mothis eine Kohorte Fußsoldaten stationiert und in Trimithis eine Reitereinheit (ala). Bisher wurden drei Festungen in der Dachla-Senke identifiziert: Qaṣr al-Halakeh, Qaṣr al-Qaṣaba und al-Qaṣr. Da sich al-Qasr in der Nähe von Trimithis befindet, könnte es sich dabei um den Standort der in der Notitia genannten Reitereinheit handeln.
Die zahlreicheren römischen Festungen in der Charga-Senke sollten die Handelsrouten sichern und dienten allgemein dazu, staatliche Präsenz zu zeigen. Sie sahen zwar beeindruckend aus, waren aber aufgrund ihrer Lehmziegelbauweise nicht geeignet, einem entschlossenen Angriff zu widerstehen.